# Gigar d'Éthiopie
Gigar (Ge'ez:ጊጋር), né vers 1745, fut un Roi des Rois d'Éthiopie du 3 juin 1821 à avril 1826 et d'avril 1826 au 18 juin 1830.

## Origine
Gigar prétend être issu de la dynastie salomonienne et se présente comme le fils d'un certain Gabra Mantaskedos fils de Gabriel fils de Mammu lui-même issu d'un fils de l'empereur Fasiladas d'Éthiopie.

## Règne
Gigar est en fait un souverain fantoche imposé comme empereur par le ras Marye d'Yedjou du Begemder féodal  Oromo. Il est déposé par Wube Hayle Maryam en avril 1826, qui place sur  le trône Baeda Maryam III peu après il est restauré par Marye.